# HD15385
HD15385 — хімічно пекулярна зоря спектрального класу A5, що має видиму зоряну величину в смузі V приблизно 6,2.
Вона  розташована на відстані близько 264,5 світлових років від Сонця.

## Фізичні характеристики
Зоря HD15385 обертається
порівняно повільно
навколо своєї осі. Проєкція її екваторіальної швидкості на промінь зору становить Vsin(i)= 29км/сек.